# Pohulanka (Warszawa)
Pohulanka – osiedle w dzielnicy Wesoła w Warszawie. Wchodzi w skład obszaru MSI Stara Miłosna.
Pohulanka położona jest południowo-wschodniej części dzielnicy Wesoła, blisko wsi Zakręt. Leży na wschodnich rubieżach Warszawy. Centrum dawnej wsi Pohulanka biegnie obecną ul. Rumiankową.

## Historia
Wieś Pohulanka należała w latach 1867–1930 do gminy Wawer w powiecie warszawskim. W 1921 roku Pohulanka liczyła 66 stałych mieszkańców. 
20 października 1933 utworzono gromadę Pohulanka w granicach gminy Wawer, składającą się z samej wsi Pohulanka.
Podczas II wojny światowej w Generalnym Gubernatorstwie, w dystrykcie warszawskim. W 1943 gromada Miłosna Stara liczyła 106 mieszkańców.
15 maja 1951 gromadę Pohulanka wyłączono ze znoszonej gminy Wawer i włączono do gminy Wiązowna w tymże powiecie.
1 lipca 1952, w związku z likwidacją powiatu warszawskiego, gromadę Pohulanka wyłączono z gminy Wiązowna i włączono do nowo utworzonej gminy Wesoła w nowo utworzonym powiecie miejsko-uzdrowiskowym Otwock, gdzie gmina ta została przekształcona w jedną z jego ośmiu jednostek składowych – dzielnicę Wesoła.
Dzielnica Wesoła przetrwała do końca 1957 roku, czyli do chwili zniesienia powiatu miejsko-uzdrowiskowego Otwock i przekształcenia go w powiat otwocki. 1 stycznia 1958 dzielnicy Wesoła nadano status osiedla, przez co Pohulanka stała się integralną częścią Wesołej, a w związku z nadaniem Wesołej praw miejskich 1 stycznia 1969 – częścią miasta.
1 czerwca 1975 Wesoła weszła w skład stołecznego województwa warszawskiego.
W związku z kolejną reformą administracyjną, Wesoła weszła w skład powiatu mińskiego w województwie mazowieckim. 1 stycznia 2002 Wesołą wyłączono z powiatu mińskiego i przyłączono do powiatu warszawskiego.
W związku ze zniesieniem powiatu warszawskiego 27 października 2002 miasto Wesoła, wraz z Pohulanką, włączono do Warszawy.